# Canton de Limeuil
Le canton de Limeuil est un ancien canton français du département de la Dordogne. Il faisait partie du district de Belvès. Le canton avait pour chef-lieu Limeuil.

## Histoire
Le canton de Limeuil est créé en 1790 sous la Révolution en même temps que les départements. Il dépend du district de Belvès jusqu'en 1795, date de suppression des districts.
Lorsque ce canton est supprimé par la loi du 8 pluviôse an IX (28 janvier 1801)  portant sur la « réduction du nombre de justices de paix », ses communes sont alors entièrement intégrées au canton de Saint-Alvère, dépendant de l'arrondissement de Sarlat.

## Composition
Il était composé de huit communes :
- Grand Castang[2]
- Limeuil[1]
- Mauzac, puis Mauzac et Saint-Meyme de Rozens[3]
- Paunat[4]
- Pezul[5]
- Saint Chamassy[6]
- Sainte Alvere[7]
- Tremolat[8]

L'éphémère commune de Saint Meyme de Rozens, fusionnée avec celle de Mauzac dans les premières années de la Révolution, a peut-être fait partie de ce canton.